# Transports à Nauru

Carte de Nauru

Le réseau de transport à Nauru adopte une structure relativement simple en raison de la petite taille de ce pays composé d'une seule île, et qui ne comporte pas de reliefs majeurs. Son isolement au milieu de l'océan Pacifique, à l'écart des grandes routes commerciales, limite les contacts du pays avec le reste du monde. 
Il est par ailleurs fortement marqué par les nécessités de l'industrie du phosphate qui constitue la presque monoactivité de ce pays. Les bénéfices tirés de cette exploitation ont par ailleurs permis après l'indépendance du pays en 1968 de largement financer plusieurs infrastructures de transport, mais le marasme économique que l'île connait depuis la fin du XXe siècle a mis à mal leur pérennité.

## Transport routier

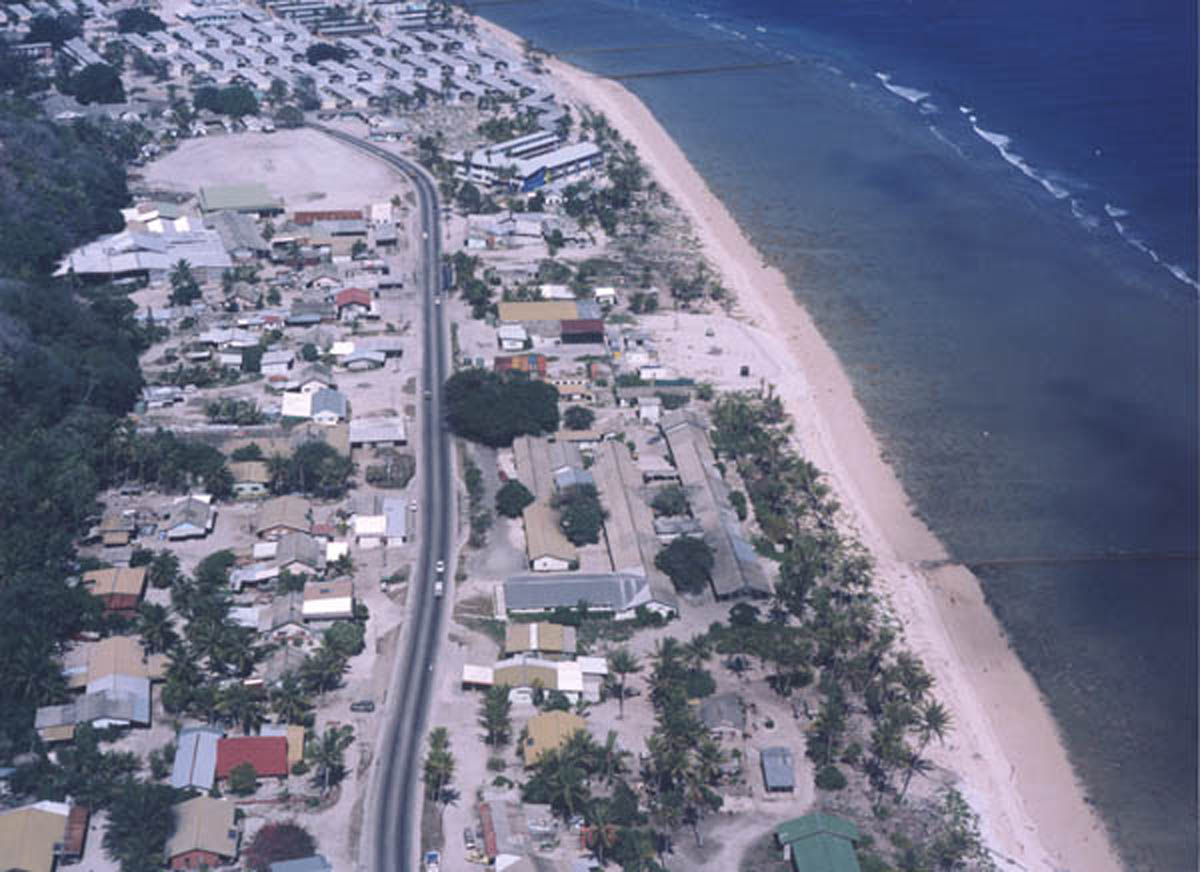
La route principale traversant la zone urbanisée de l'île au niveau des districts de Denigomodu et de Nibok.

Le réseau routier de Nauru mesure environ 40 kilomètres dont 29 sont asphaltés. La principale voie de communication terrestre du pays est la Island Ring Road, une route circulaire de 17 kilomètres située sur la bande côtière et qui fait le tour de l'île, permettant ainsi de relier entre elles les principales zones de peuplement, il faut approximativement une demi-heure pour la parcourir de bout en bout ce qui est un passe-temps populaire parmi la jeunesse désœuvrée. Une autre route permet de relier la côte ouest du pays à la lagune Buada, seule zone peuplée de l'intérieur du pays. Un réseau de pistes sillonnant le plateau central est utilisé par la RONPHOS afin d'extraire et d'acheminer le phosphate. Il est organisé en étoile autour du stock central de phosphate au nord-ouest du plateau, de là une piste de taille plus importante contournant la dépression de la lagune Buada par le sud permet de l'expédier vers la côte ouest où il est traité et expédié vers l'étranger. Il n'existe pas de transport en commun à Nauru, la plupart des ménages disposent d'une ou de plusieurs voitures et deux-roues motorisés pour emprunter le réseau.

## Transport ferroviaire

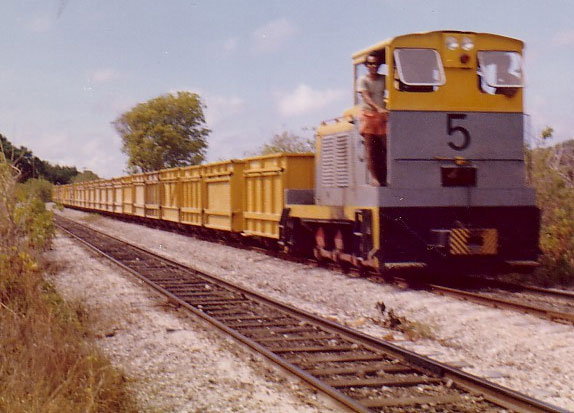
Train composé d'une locomotive diesel et de wagons sur la voie ferrée en 1975.

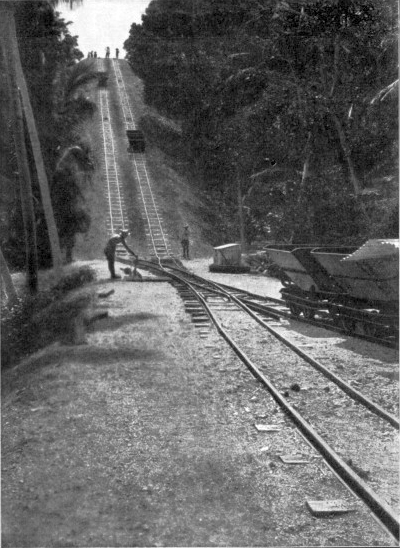
Le chemin de fer en 1908.

Le réseau ferré de Nauru est constitué d'un unique chemin de fer de nos jours désaffecté. Il s'agit d'une ligne à voie étroite de 3,9 kilomètres de long uniquement destinée au  transport du phosphate. Elle relie le plateau central au district côtier d'Aiwo en contournant par le nord la dépression de la lagune Buada et par le sud le massif du Command Ridge. Elle fut établie par   des ingénieurs allemands alors que Nauru faisait partie de l'empire colonial allemand et mise en service par la Pacific Phosphate Company en 1907 au début de l'exploitation du phosphate découvert en 1901. Initialement conçue avec un écartement de 610 millimètres elle fut modifiée en 1920 pendant la période coloniale australienne passant à un écartement de 914 millimètres.  En 1995, elle fut désaffectée en raison de l'épuisement du phosphate et de la concurrence du transport routier.

## Transport aérien

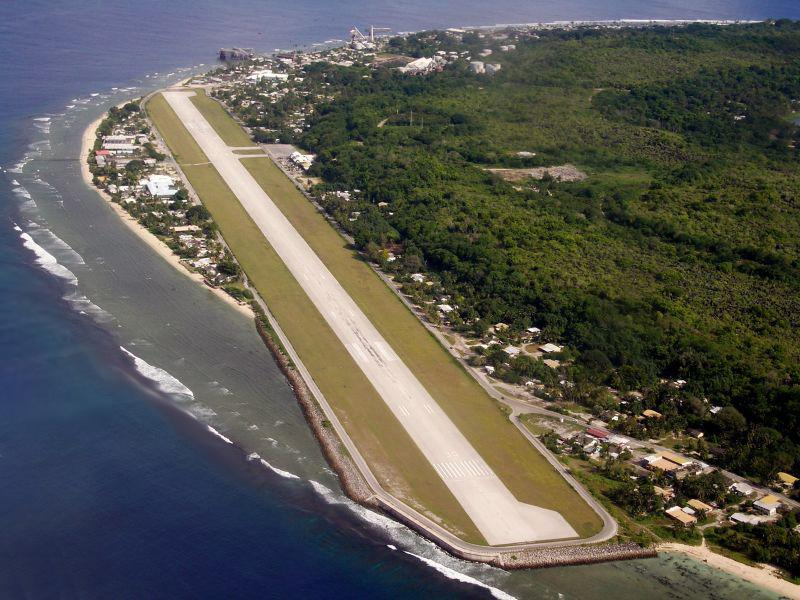
L'aéroport vu du ciel, photo prise depuis le sud de l'île.

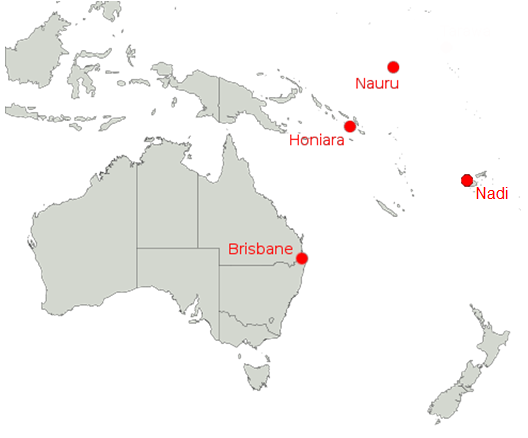
Destinations couvertes par Our airline.

Le transport aérien revêt une importance toute particulière pour ce pays insulaire et isolé. Il repose sur la présence de l'aéroport international de Nauru fondé en 1943 durant l'occupation japonaise de l'île et  sur l'existence de la compagnie aérienne nationale, Our Airline (anciennement Air Nauru) fondée dans les années 1970. L'aéroport est situé au sud du pays sur la bande côtière dont il occupe une importante portion. Grâce à sa piste de 2 150 mètres de long il est capable d'accueillir des vols moyen-courriers. Il est uniquement desservi sur une base régulière par Our airline. Durant l'âge d'or de la compagnie dans les années 1970 et 1980 il jouait un rôle de carrefour régional, Air Nauru s'en servant comme plate-forme de correspondance pour les nombreuses destinations qu'elle desservait dans le Pacifique mais à la suite de la crise économique qu'a connu la compagnie à partir des années 1990 le trafic passant par l'aéroport a été fortement réduit et se limite de nos jours à quelques vols hebdomadaires à destination ou en provenance de l'Australie (Brisbane), avec escales à Honiara, dans les Îles Salomon, et de Tarawa dans les Kiribati.

## Transport maritime

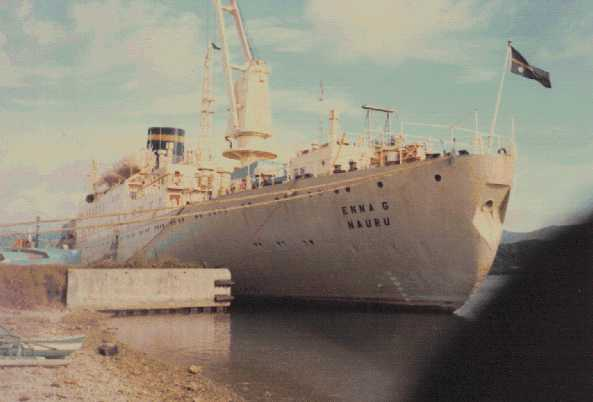
Le Enna G, bateau de la Nauru Pacific Line dans le port de Pohnpei (États fédérés de Micronésie) en 1977.

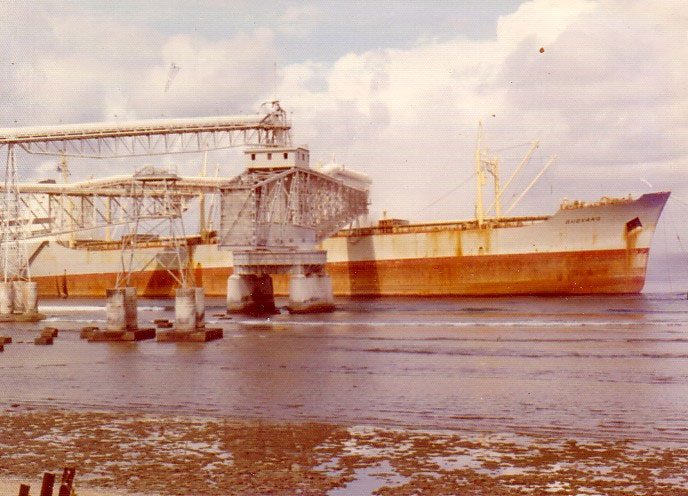
Bateau en train d'être chargé de phosphate au moyen de structures en cantilever.

Il s'agit historiquement du mode de transport qui a permis aux ancêtres des nauruans actuels de s'établir sur l'île puis aux occidentaux de coloniser Nauru. Ce mode de transport bute cependant à Nauru sur des difficultés physiques, en effet bien qu'il existe d'excellents ancrages en eau profonde à proximité immédiate  de l'île, il n'existe pas de ports naturels et la présence d'un important récif corallien qui entoure entièrement les côtes a empêché la création de ports en eau profonde permettant d'accueillir des navires de fort tonnage. Les navires de commerce doivent donc être déchargés au large et leur contenu acheminé dans le port d'Aiwo par des barges. Des infrastructures spécifiques ont été mises en place pour le chargement du phosphate, des bandes transporteuses l'acheminent depuis l'usine de traitement jusqu'au point d'ancrage des phosphatiers  grâce à deux séries de structures cantilever. L'État nauruan a mis en place dans les années 1970 sa propre compagnie maritime, la Nauru Pacific Line afin d'importer de façon autonome les nombreux biens qu'elle ne produit pas et d'exporter son phosphate. Les cinq bateaux de la compagnie sillonnaient le Pacifique, se rendant principalement en Australie et en Nouvelle-Zélande les principaux partenaires commerciaux du pays mais aussi dans les îles voisines. Cependant les bateaux de la compagnie jusqu'alors largement subventionnée ont été vendus en 1992 et depuis lors Nauru dépend pour son approvisionnement et ses exportations uniquement de navires de compagnies étrangères. Par ailleurs certains particuliers possèdent des petites embarcations à moteur hors-bord, souvent des pirogues traditionnelles en bois qu'ils utilisent principalement pour la pêche.